# Amanda Walsh
Amanda Walsh (Rigaud, Quebec; 3 de octubre de 1981) es una actriz canadiense y ex-videojockey para la cadena de televisión canadiense MuchMusic.

## Primeros años
Walsh nació en Rigaud, Quebec. Acudió al Hudson High School, en Hudson, Quebec. 

## Carrera
Walsh comenzó su carrera de actriz actuando en escenarios de cruce de fronteras en la escuela de Aduanas de Canadá en su ciudad natal de Rigaud. Walsh comenzó a trabajar como actriz profesional a los 12 años. Se ha incursionado en sketches y monólogos, con numerosas apariciones en televisión. Ganó una medalla de oro en los Improv Games de 2000 en Quebec como miembro de la compañía "8 People". Graduada con honores en el John Abbott College, programa de Artes Creativas (en Ste. Anne de Bellevue), mantiene un interés en la producción de televisión y la música, y a los 16 años coprodujo un documental sobre el resurgimiento del swing . Entre trabajos de actuación, noches de micrófono abierto haciendo monólogos, creando vídeos de cómicos con sus amigos y aprendiendo a tocar el violín, tuvo un trabajo a tiempo parcial como camarera en Hudson, Quebec. 
Coprotagonizó la película directa a vídeo WarGames: The Dead Code (2008). También estuvo en un episodio de Are You Afraid of the Dark?

### MuchMusic
Walsh fue descubierta por un productor de MuchMusic mientras servía mesas en Hudson, Quebec. Le alentó a enviar un vídeo y solicitar el trabajo. Ella lo consiguió y se convirtió en la videojockey más joven en la historia de MuchMusic a los diecinueve años de edad. Ha sido presentadora o copresentadora en muchos programas incluyendo Much Top Tens, MuchOnDemand, Fandemonium y otros. Dejó MuchMusic en 2004 para perseguir una carrera en la interpretación. 

### Trabajo en los años 2000
Desde entonces, Walsh ha aparecido en programas como Smallville y en la telenovela Train 48. En 2005, protagonizó junto a David Boreanaz la película These Girls, basada en la obra de Vivienne Laxdale. Esa película fue mostrada en el Festival Internacional de Cine de Toronto en el año 2005. Tuvo un pequeño papel en la película "Stardom (2000)", interpretando a una videojockey demasiado entusiasta en una parodia del canal de música canadiense MuchMusic. 
Después de mudarse a Los Ángeles, Walsh obtuvo un papel protagonista en el reemplazo de mitad de temporada de Sons and Daughters de ABC, que se estrenó el 7 de marzo de 2006 en ABC. El programa fue cancelado a finales de abril después de diez episodios emitidos. 
Walsh apareció en un episodio de Veronica Mars y también tuvo un papel menor en la película Disturbia. Interpretó a Katie en el piloto original de la comedia The Big Bang Theory, pero fue reemplazada por Kaley Cuoco (como Penny) en el segundo piloto. En 2007, tuvo un papel en la película de ABC Full of It como Vikki Sanders.    
En 2008, Walsh tuvo un papel en la serie de Internet The Remnants con Ze Frank. Se la puede ver en la película cómica de 2009, Ghosts of Girlfriends Past. En 2010, apareció en Beauty and the Briefcase, de ABC Family, interpretando a la mejor amiga de Hilary Duff, Joanne. En 2011, Walsh apareció en un episodio de la serie Showcase Single White Spenny, así como en una aparición menor en el drama criminal de ABC, Castle. También apareció en la temporada 10, episodio 5 de Dos hombres y medio como Dawn, en la temporada 10, episodio 3 de NCIS como Ellen Roberts, y en la temporada 1, episodio 12 de The Mob Doctor  como Chloe. En 2014–15, apareció en 10 episodios de Lost Girl como Elizabeth Helm/Zee. En 2017, apareció en la segunda temporada de Dirk Gentlyː Agencia de investigaciones holísticas en el papel central de Suzie Boreton. 